# Síyáh-Chál

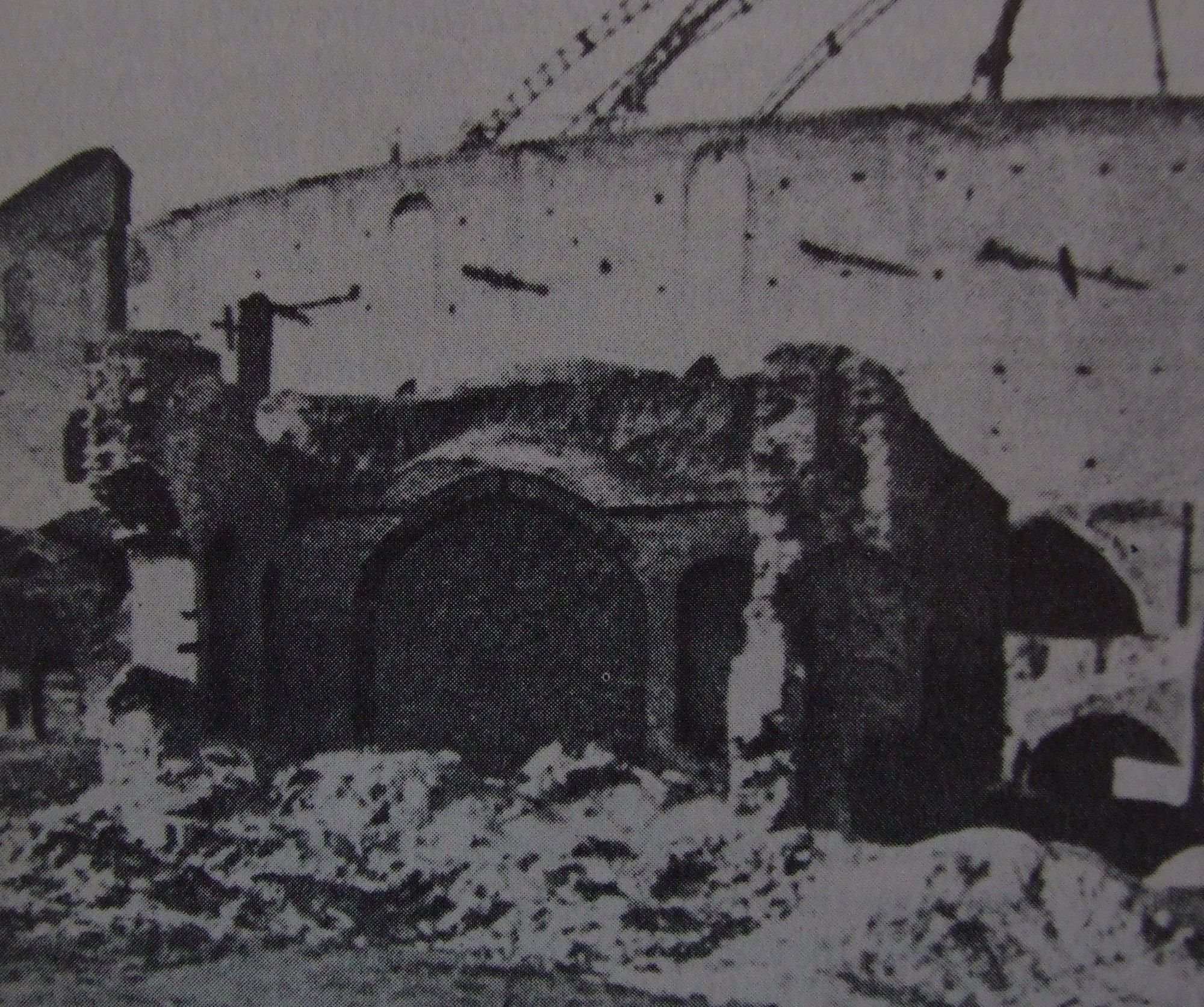
Oorspronkelijke ingang van de Síyáh-Chál in Teheran.

Síyáh-Chal (Perzisch: سیاه چال letterlijk "zwarte put") is de gangbare term in de Perzische taal voor "kerker".
In het verleden werden siyah-chals gebruikt als een hardere vorm van opsluiting. Deze kerkers hadden geen ramen of openingen, anders dan de ingang, bestaande uit een korte trap onder grond.
In de geschiedenis van het bahá'í-geloof verwijst "Síyáh-Chal" naar de kerker ten zuidoosten van het paleis van de sjah en in de buurt van de Sabzih-Maydan in Teheran waar Bahá'u'lláh, stichter van het bahá'í-geloof, in 1852 gevangen zat, samen met ongeveer 30 andere volgelingen van de Báb. Hij claimde dat hij hier een visioen had van een "Maagd des Hemels, door wie hij zijn missie als boodschapper van God en als degene wiens komst de Báb had voorspeld. Hij beschreef zijn ervaringen in zijn Brief aan de Zoon van de Wolf en de Súriy-i-Haykal. De Síyáh-Chal was ook de plaats waar hij zijn eerste bekende tafel schreef, de Rashh-i-'Amá.
In 1868 werd de kerker gedempt en de werd Tikyíh Dowlat, een koninklijk rouwtheater voor Imam Hoessein, eroverheen gebouwd. De plek was eigendom van de bahá'ís van 1954 tot de islamitische revolutie van 1979. Shoghi Effendi noemde het de op een na heiligste bahá'í plek in Iran.